# Rosângela Rennó
Rosângela Rennó Gomes (Belo Horizonte, MG, 1962) é uma artista plástica brasileira que vive e trabalha no Rio de Janeiro.

## Biografia
A artista formou-se em arquitetura pela Universidade Federal de Minas Gerais em 1986 e em artes plásticas pela Escola Guignard, em Minas Gerais, em 1987.
Ela produz fotografias, instalações e objetos por meio da utilização de imagens fotográficas de arquivos públicos e privados, abordando questões acerca da natureza da imagem, seu valor simbólico e seu processo de despersonalização.
Obteve seu doutorado em ciências da comunicação pela Escola de Comunicações e Artes da Universidade de São Paulo em 1997, com um livro de artista desenvolvido a partir da série Cicatriz (1996), realizada com reproduções de negativos fotográficos do Arquivo do Museu Penitenciário Paulista.

### Carreira artística
Rosângela Rennó iniciou sua trajetória artística na década de 1980, tendo realizado sua primeira exposição coletiva em 1985 na Galeria IAB, Belo Horizonte, e primeira exposição individual, Anti-Cinema, quatro anos depois, em 1990, na Galeria Corpo, também em Belo Horizonte, obtendo em pouco tempo rápido reconhecimento nacional e internacional.
Em 1988, quando começa a pós-graduação na USP, desenvolve uma série de fotografias a partir de fotogramas jogados nos lixos próximos às salas de montagem. Paralelamente, no final da década de 1980, Rennó foca nos universos familiar e feminino, voltando-se para imagens recolhidas em álbuns e arquivos fotográficos de sua família, interessada nas possibilidades de ressignificação da memória.
Com sua mudança para o Rio de Janeiro em 1989, seu foco se desloca dos conflitos da esfera privada, como os laços de família, para a esfera pública ou coletiva. Rennó passa a trabalhar com negativos e cópias esquecidas de retratos 3x4 adquiridos em estúdios fotográficos populares. Mais tarde, fixou-se na narrativa fotográfica, recolhendo textos que falavam de fotografia em jornais de circulação nacional.
Em meados da década de 1990, a artista começa a utilizar fotografias recolhidas em arquivos históricos e criminais, como as imagens de presos do extinto Departamento de Medicina e Criminologia, pertencentes ao Museu Penitenciário Paulista; ou retratados de antigos funcionários da companhia de construção do governo Novacap encontrados no Arquivo Público do Distrito Federal.

## Comentário Crítico
Seu trabalho se apropria e traz visibilidade a um repertório anônimo de fotografias e negativos encontrados em feiras de antiguidade, álbuns pessoais, jornais e arquivos, traduzidas por processos de transferência de um contexto a outro, de um suporte a outro. A artista utiliza a fotografia por meio de um discurso fotográfico que vai além da bidimensionalidade. Ela trabalha com conceitos como memória, sujeito e identidade, oferecendo novas possibilidades de leituras sobre histórias esquecidas, ou realizando novas leituras. O principal instrumento de trabalho de Rennó é a memória do sujeito, em seus trabalhos ela cria ambientes com a ampliação das reflexões artísticas entre realidade e ficção, público e privado e sujeito e memória. O interesse pelas imagens descartadas e o hábito de colecionar foram decisivos para a formação de sua estratégia de trabalho.
Rosângela Rennó compõe sua obra pela apropriação de imagens e textos de autores anônimos. Em 1985, realiza o trabalho Hora do Ângelus, em que combina desenho e fotografia. Conclui o curso de artes plásticas em 1987. A partir daí trabalha com peças agrupadas em séries. Na série Conto de Bruxas (1988), subverte as ilustrações de histórias infantis e lhes dá um caráter surrealista. Em 1988, cria a série Pequena Ecologia da Imagem, em que, pela primeira vez, se apropria de fotografias de autores anônimos. As obras de sua individual de 1989, Anti-Cinema - Veleidades Fotográficas, na Sala Corpo de Exposições, em Belo Horizonte, são feitas com manipulação de fotogramas de cinema recolhidos de arquivos.
Muda-se para o Rio de Janeiro em 1989. Passa a utilizar fotografias como matéria para a composição de objetos e progressivamente adquire interesse pelo espaço. Trabalha com publicações, como O Grande Livro do Adeus (1989) e Private Eye (1992). Também utiliza fotografias em trabalhos lúdicos, como Puzzles (1990). Depois de 1991, faz instalações, como Duas Lições de Realismo Fantástico (1991) e Atentado ao Poder (1992). O crítico de arte Paulo Herkenhoff comenta que, na época, a temática da artista desloca-se "dos conflitos da esfera privada para os da esfera pública ou coletiva".1 Dialoga com a obra de artistas como Christian Boltanski (1944) e John Baldessari (1931).
Em 1993, inicia o projeto Arquivo Universal. Nesta série, substitui as imagens por notícias sobre a fotografia. Em outras instalações, combina imagem e texto, como em In Oblivionem (1994/1995). São textos que falam da imagem ausente. A manipulação dos significados da escrita guarda relação com o trabalho do artista norte-americano Joseph Kosuth (1945). Em 1994, participa da 22a Bienal Internacional de São Paulo com a instalação Candelária. Na série Cicatriz, de 1996, trabalha com imagens recolhidas do Museu Penitenciário Paulista. Negativos do mesmo arquivo são utilizados no conjunto Vulgo, de 1998. Em 2003, participa da Bienal de Veneza e monta retrospectiva no Centro Cultural Banco do Brasil - CCBB, no Rio de Janeiro, com trabalhos de 1990 a 2003. Entre eles, mostra a série Bibliotheca (2002), feita com imagens recolhidas de álbuns fotográficos de anônimos. Esta série é exibida, no mesmo ano, no Museu de Arte da Pampulha, em Belo Horizonte, e na Galeria Fortes Vilaça, em São Paulo.

#### Curadoria
Em 2014, Adriano Pedrosa, diretor artístico do MASP, apontou Rennó para o cargo de curadora-adjunta de fotografia. Após organizar uma exposição em 2016 sobre o Foto Cine Clube Bandeirante, seu contrato de um ano não foi renovado.

## Exposições
Realizou numerosas exposições individuais e coletivas, tendo participado de duas edições da Bienal Internacional de São Paulo (a 24ª, em 1994, e a 29ª, em 2010); de duas edições da Bienal de Artes Visuais do Mercosul (a 1ª, em 1997, e a 7ª, em 2009), da 50ª Bienal de Veneza, em 1993, e da 6ª Bienal de Havana, em 1997. Conquistou bolsas do Centro Nacional de Pesquisa Tecnológica, em 1991; da Fundação Nacional de Artes, em 1992; da Civitella Ranieri Foundation, de Umbertide (Itália), em 1997; da Fundação Vitae, em 1998, assim como da Guggenheim (EUA), em 1999.

### Prêmios e Bolsas
| Ano       | Prêmio / Bolsa | Prêmio / Bolsa |
| --------- | --- | --- |
| 1986      | Prêmio aquisitivo [Accquisition Prize] Empresa Cautos, XXXIX Salão de Artes Plásticas de Pernambuco, Recife | Prêmio aquisitivo [Accquisition Prize] Empresa Cautos, XXXIX Salão de Artes Plásticas de Pernambuco, Recife                                                                                          |
| 1988      | 2o. Prêmio [2nd Award] no XIII SARP (Salão de Artes Plásticas de Ribeirão Preto), Ribeirão Preto Prêmio aquisitivo [Accquisition Prize] Hoescht do Brasil, XX Salão Nacional de Arte, Belo Horizonte | 2o. Prêmio [2nd Award] no XIII SARP (Salão de Artes Plásticas de Ribeirão Preto), Ribeirão Preto Prêmio aquisitivo [Accquisition Prize] Hoescht do Brasil, XX Salão Nacional de Arte, Belo Horizonte |
| 1989      | Prêmio [Award] Fotoptica, VII Salão Paulista de Arte Contemporânea, São Paulo | Prêmio [Award] Fotoptica, VII Salão Paulista de Arte Contemporânea, São Paulo |
| 1991      | Prêmio aquisitivo [Accquisition Prize], XVI SARP (Salão de Artes de Ribeirão Preto), Ribeirão Preto | |
| 1992      | Prêmio Marc Ferrez de Fotografia (IBAC/FUNARTE), Rio de Janeiro, [Photography Award] | |
| 1993      | Prêmio aquisitivo [Accquisition Prize], II Salão Paraense de Arte Contemporânea, Curitiba Prêmio aquisitivo [Accquisition Prize], 13o. Salão Nacional de Artes Plásticas,IBAC/FUNARTE, Rio de Janeiro | |
| 1995-1997 | Programa Artista em Residência, Fondaccione Civitella Ranieri, Umbertide. [Artist in Residence Program, Civitella Ranieri Foundation] | |
| 1997      | Prêmio Santista Juventude, categoria Fotografia [Photography category], Fundação Santista [Foundation], São Paulo | |
| 1998      | Bolsa Vitae de Arte [Grant], categoria Artes Plásticas [Fine Arts category], São Paulo Prêmio aquisitivo no Prêmio Brasília de Artes Visuais, Museu de Arte de Brasília, Brasília. [Accquisition Prize in Brasilia Award for Visual Arts] | |
| 1999      | Bolsa Guggenheim [Fellowship], Nova York [New York] Prémio ARCO Electrónico/Media Art'99 [Award], Madri [Madrid] | |
| 2000      | Prêmio Cultural Sérgio Motta para novas mídias e tecnologia [New-media and technology Award] | |
| 2001      | 13. Festival Internacional de Arte Eletrônica VideoBrasil, São Paulo. [13rd International Festival of Electronic Art] | |
| 2004      | Prêmio JABUTI, categoria Projeto e Produção Gráfica [Award, category Graphic design and production] | |
| 2008      | Prêmio [award] Porto Seguro de Fotografia, categoria especial [special category] | |
| 2008      | Edital Arte e Patrimônio, Rio de Janeiro, para o projeto de livro de artista | |
| 2009      | Prêmio [award] Mário Pedrosa, Associação Brasileira de Críticos de Arte - ABCA | |
| 2013      | Paris Photo-Aperture Foundation PhotoBook of the Year Award pelo livro [for the book] A01 [COD. 19.1.1.43] - A27 [S\|COD.23] Prix du Livre Historique 2013/Historical Book Award 2013 - Les Rencontres ARLES Photographie, pelo livro A01 [COD. 19.1.1.43] - A27 [S\|COD.23] 2012 1st ALICE Awards (Marcas artísticas na experiência contemporânea), nas categorias Arte política e voto popular. [Artistic landmarks in the contemporary experience, Political art and popular vote categories] | |
| 2014      | CIFO Grants & Commissions Program | |

## Acervos que possuem suas obras

### Coleções nacionais
- Fundação Joaquim Nabuco, Recife, Brasil
- Museu de Arte Moderna Aloisio Magalhães (MAMAM), Recife, Brasil
- Museu de Arte de Brasília, Brasília, Brasil
- Museu de Arte da Pampulha, Belo Horizonte, Brasil
- Instituto Inhotim, Inhotim, Brasil
- Museu de Arte Moderna do Rio de Janeiro (MAM RJ), Coleção Gilberto Chateuabriand, Rio de Janeiro, Brasil
- Museu de Arte Moderna de São Paulo (MAM SP), São Paulo, Brasil
- Pinacoteca do Estado de São Paulo, São Paulo, Brasil
- Museu de Arte de São Paulo (MASP), Coleção Pirelli, São Paulo, Brasil
- Museu da Fotografia Fortaleza, Fortaleza, Brasil

### Coleções internacionais
- Centro Georges Pompidou, Paris, França
- Tate Modern, Londres, Inglaterra
- Culturgest, Lisboa, Portugal
- Fundação Caloustre Gulbenkian, Lisboa, Portugal
- Centro Galego de Arte Contemporáneo (CGAC), Santiago de Compostela, Espanha
- Museo Nacional Centro de Arte Reina Sofia, Madrid, Espanha
- Museo de Arte Contemporáneo de Castilla y León (MUSAC) Castilla y León, Espanha
- Museo de Cáceres, Cáceres, Espanha
- Museo Extremeño e Iberoamericano de Arte Contemporáneo (MEIAC), Badajoz, Espanha
- Stedelijk Museum voor Actuele Kunst (SMAK), Gent, Bélgica
- Fondazioni Cassa de Risparmo de Modena, Itália
- Daros Latinamerica, Zurique, Suiça
- Museum of Moderna Art (MOMA), Nova York, EUA
- Art Institute of Chicago, Chicago, EUA
- Latino Museum, Los Angeles, EUA
- Museum of Contemporary Art (MOCA), Los Angeles, EUA
- Orange County Museum of Art, Newport Beach, EUA
- Guggenheim Museum, Nova York, EUA